# Mark Harris (autor)
Mark Harris (Mount Vernon, 19 de novembro de 1922 - 30 de maio de 2007) foi um escritor, biógrafo literário e educador norte-americano.

## Vida
Depois de servir no Exército dos Estados Unidos durante a Segunda Guerra Mundial, trabalhou como jornalista em Nova York, St. Louis e Chicago antes de se mudar para a Universidade de Denver, onde se graduou em 1951. Formou-se na Universidade de Minnesota com um ph.d. em 1956 e depois lecionou em várias universidades. Teve uma cátedra em inglês de 1980 a 2002 no Arizona State University. Seu primeiro romance, Trumpet to the World, foi publicado em 1946. Harris morreu em 2007 de alzheimer em Santa Barbara deixando sua esposa Josephine Horen, dois filhos e uma filha.

## Principais obras

### Romances
- Trumpet to the World (1946)
- The Southpaw (1953)
- Bang the Drum Slowly (1956)
- Something about a Soldier (1957)
- A Ticket for a Seamstitch (1957)
- Wake Up, Stupid (1959)
- The Goy (1970)
- Killing Everybody (1973)
- It Looked Like For Ever (1979)
- Lying In Bed (1984)
- Speed (1990)
- The Tale Maker (1994)
- Hitler and the spear of destiny (1996)

### Não-ficção
- City of Discontent: An Interpretive Biography of Vachel Lindsay (1952)
- Mark the Glove Boy, or The Last Days of Richard Nixon (1964)
- Twentyone Twice: A Journal (1966)
- Best Father Ever Invented: The Autobiography Of Mark Harris (1976)
- Saul Bellow: Drumlin Woodchuck (1980)
- Diamond - The Baseball Writings of Mark Harris (collection, 1994)

### Peças de tetro
- Friedman & Son (1963)

### Como editor
- Selected Poems of Vachel Lindsay (1963)
- The Heart of Boswell: Six Journals in One Volume (1981)